# Methylbromid
Methylbromid (systematicky brommethan) CH3Br je za normálních podmínek bezbarvý, nehořlavý, bez zápachu, ale prudce jedovatý plyn. Je těžší než vzduch, a proto se při úniku šíří při zemi.
Používá se zejména jako pesticid k ničení plísní a hub (fungicid), k zabíjení hmyzu (insekticid) či k hubení hlodavců (rodenticid). V průmyslu je používán i jako rozpouštědlo nebo jako methylační činidlo. V přírodě methylbromid produkují některé mořské řasy a rostliny z čeledi brukvovité.

## Spotřeba a regulace
Světová spotřeba methylbromidu přesahovala v roce 1991 63 tisíc tun.[zdroj?] Methylbromid byl oficiálně zařazen mezi chemické látky poškozující ozonovou vrstvu Země a jeho celosvětový zákaz je plánován na rok 2015. Česká republika a ostatní státy EU ukončily jeho používání 1. ledna 2005.